# Кира Седжуик
Кира Седжуик е американска актриса родена на 19 август 1965 г. в Ню Йорк, САЩ. През 2007 г. печели „Златен глобус“ за най-добра актриса в драматичния сериал „Разобличаване“ (The Closer).

## Биография
Родена е в семейството на Хенри и Патриша Седжук. Произхожда от известен род. По бащина линия е роднина със съдия Теодор Седжуик, Ендикот Пийбоди (създателят на училище Гротън), Уилям Елъри (един от създателите на Декларацията за независимост на САЩ), преподобния Джон Латроп и сенатор Томас Дъдли. Кийра също така е първа братовчедка на Едит „Еди“ Седжуик, племенница на писателя Джон Седжуик, сестра на актьора Робърт Седжуик и природена сестра на джаз китариста Майк Стърн. Бащата на Кира е член на епископалната църква, нейната майка – еврейка. Нейните родители се разделят, когато Кира е на три години, и се развеждат, когато е на шест. Майка ѝ Патриша се омъжва повторно за Бен Халър, който е художествен директор. Седжуик завършва частното квакерско училище „Friends Seminary“ в Манхатън и е приета в колежа „Сара Лоурънс“, но не го завършва, защото се премества в Университета на Южна Калифорния.

## Кариера
Кира прави първия си телевизионен дебют, когато е на 16 години в сапунената опера „Друг свят“. През 90-те години взима участие в няколко холивудски филма, сред които са Something to Talk About (1995 г.) и Phenomenon, където си партнира с Джон Траволта. Първото си голямо признание получава през 1992 г. на връчването на наградите Еми за ролята си на еврейска емигрантка във филма Miss Rose White. Номинирана е за най-добра актриса в минисериал, но не печели статуетката. През 2003 г. играе ролята на Мей Колман във филма Secondhand Lions, който е с бюджет от 47 милиона долара. Партнира си с ветераните Робърт Дювал и Майкъл Кейн. През 2007 г. участва в The Game Plan, където играе ролята на Стела Пек, а неин партньор е Дуейн Джонсън – „Скалата“.
През 2005 г. Седжуик започва снимки в „Разобличаване“, където изпълнява ролята на заместник-началник Бренда Джонсън. Сериалът бързо се прочува и през 2007 г. възнаграждението на Кира достига сумата от 300 000 долара на епизод. За ролята си на Бренда Джонсън печели Златен глобус, а също така получава и редица номинации за Златен глобус, наградите Сатурн, наградите на Актьорската гилдия и др.
Седжук участва и в анмирания филм Батман: Мистерията Батуоман, където дава гласа си на Кели Рипа, Елиза Габриели и Кибърли Брукс/Жената-котка.
През 2009 г. Седжуик получава своя звезда на Алеята на славата в Холивуд.

## Личен живот
На 4 септември 1988 г. Кира се омъжва за Кевин Бейкън. Синът им Травис Седжуик-Бейкън се ражда на 23 юни 1989 г., а дъщеря им Соси Рут Бейкън – на 15 март 1992 г. Тя е леля на рап/поп певеца Джордж Нозука и неговия брат Джъстин – певец и текстописец. Седжуик определя себе си за еврейка, а семейството си – за еврейско.

## Филмография
- Gamer (2009) .... Джина Паркър-Смит
- Justice League: The New Frontier (2008) .... озвучава Лоис Лейн
- The Game Plan (2007) .... Стела Пек
- Loverboy (2005) .... Емили
- On the Set with 'Secondhand Lions (2004) .... Самата себе си
- The Woodsman (2004) .... Вики
- Personal Velocity: In Conversation Rebecca, Parker, Fairuza, and Kyra (2003) .... Самата себе си
- Personal Velocity: Creating 'Personal Velocity (2003) .... Самата себе си
- Batman: Mystery of the Batwoman (2003) .... озвучава Батуомън
- Secondhand Lions (2003) .... Мей
- Behind the Red Door (2003) .... Натали
- Just a Kiss (2002) .... Хейли
- Personal Velocity: Three Portraits (2002) .... Делиа Шънт
- Conversations with Jon Turteltaub (2000) .... Самата себе си
- What's Cooking? (2000) ....Рейчъл Сийлиг
- Labor Pains (2000) .... Сара Реймънд
- Montana (1998) .... Клер Келски
- Critical Care (1997) .... Фелиша Потър
- Phenomenon (1996) .... Лейси
- Losing Chase (1996...Елизабет Кол
- The Low Life (1995) .... Бейвън
- Something to Talk About (1995) .... Ема Рей Кинг
- Murder in the First (1995) .... Бланш, проститутка
- Heart and Souls (1993) .... Джулия
- Oliver Stone: Inside Out (1992) .... Самата себе си
- Singles (1992) .... Линда Пауъл
- Pyrates (1991) .... Сам
- Mr. and Mrs. Bridge (1990) .... Рут Бридж
- Роден на четвърти юли (1989) .... Дона
- Kansas (1988) .... проституираща скитничка
- Tai-Pan (1986) .... Тес Брок
- War and Love (1985) .... Халина